# Lomaptera gagnyi
Lomaptera gagnyi är en skalbaggsart som beskrevs av Rigout 1997. Lomaptera gagnyi ingår i släktet Lomaptera och familjen Cetoniidae. Inga underarter finns listade i Catalogue of Life.